# Lawalu
Lawalu is een bestuurslaag in het regentschap Belu van de provincie Oost-Nusa Tenggara, Indonesië. Lawalu telt 1202 inwoners (volkstelling 2010).